# Avilley
Avilley település Franciaországban, Doubs megyében. Lakosainak száma 153 fő (2022. január 1.). Avilley Montbozon, Montussaint, Ollans, Tallans, Besnans, Maussans és Battenans-les-Mines községekkel határos.

## Népesség
A település népességének változása:
| Lakosok száma | 165  | 139  | 114  | 166  | 171  | 170  | 163  | 161  | 160  | 153  |
|               | 1968 | 1982 | 1990 | 2006 | 2013 | 2015 | 2017 | 2019 | 2020 | 2022 |